# Ivica Barbarić
Ivica Barbarić (Metković, 23 februari 1962) is een Kroatisch voormalig voetballer die als middenvelder speelde.

## Clubcarrière
Barbarić begon zijn carrière in 1982 bij FK Velež. Barbarić veroverde er in 1986 de Joegoslavische voetbalbeker. In 7 jaar speelde hij er 152 competitiewedstrijden. Hij tekende in 1989 bij Real Burgos CF. Barbarić speelde voor Racing Santander, CD Badajoz en UD Almería. Barbarić beëindigde zijn spelersloopbaan in 1996.

## Interlandcarrière
Barbarić debuteerde in 1988 in het Joegoslavisch nationaal elftal en speelde een interland. Hij nam met het Joegoslavisch voetbalelftal deel aan de Olympische Zomerspelen 1988.